# Hammeniederung
Hammeniederung este o arie protejată (arie de protecție specială avifaunistică — SPA) din Germania întinsă pe o suprafață de 6.296 ha, integral pe uscat.

## Localizare
Centrul sitului Hammeniederung este situat la coordonatele 53°15′01″N 8°52′03″E / 53.2503°N 8.8675°E.

## Înființare
Situl Hammeniederung a fost declarat arie de protecție specială avifaunistică în iunie 2001 pentru a proteja 70 de specii de animale.

## Biodiversitate
Situată în ecoregiunea atlantică, aria protejată nu include niciun habitat protejat.
La baza desemnării sitului se află mai multe specii protejate de  păsări (70): lăcar-de-rogoz (Acrocephalus schoenobaenus), fluierar de munte (Actitis hypoleucos), ciocârlie-de-câmp (Alauda arvensis), rață sulițar (Anas acuta), rață lingurar (Anas clypeata), rață mică (Anas crecca crecca), rață fluierătoare (Anas penelope), Anas platyrhynchos platyrhynchos, rață cârâitoare (Anas querquedula), Anas strepera strepera, Anser albifrons albifrons, gâscă cenușie (Anser anser), gâscă de semănătură (Anser fabalis), Ardea cinerea cinerea, ciuf de câmp (Asio flammeus), rață-cu-cap-castaniu (Aythya ferina), rața moțată (Aythya fuligula), gâsca canadiană (Branta canadensis), Branta leucopsis, Bucephala clangula, fugaci de țărm (Calidris alpina), fugaci mic (Calidris minuta), Charadrius dubius curonicus, chirighiță neagră (Chlidonias niger), barză albă (Ciconia ciconia ciconia), erete de stuf (Circus aeruginosus), erete vânăt (Circus cyaneus), erete cenușiu (Circus pygargus), prepeliță (Coturnix coturnix), cristeiul de câmp (Crex crex), Cygnus columbianus bewickii, lebădă de iarnă (Cygnus cygnus), lebădă de vară (Cygnus olor), Fulica atra atra, becațină comună (Gallinago gallinago), Grus grus grus, scoicar (Haematopus ostralegus), sfrâncioc roșiatic (Lanius collurio), sfrâncioc mare (Lanius excubitor excubitor), Larus argentatus, pescăruș sur (Larus canus), Larus marinus, pescăruș râzător (Larus ridibundus), Limosa limosa limosa, Luscinia svecica cyanecula, ferestraș mic (Mergus albellus), Mergus merganser merganser, codobatura galbenă (Motacilla flava), Numenius arquata arquata, grangur (Oriolus oriolus), Phalacrocorax carbo sinensis, bătăuș (Philomachus pugnax), codroșul de pădure (Phoenicurus phoenicurus), ploier auriu (Pluvialis apricaria), ploier argintiu (Pluvialis squatarola), Podiceps cristatus cristatus, Podiceps grisegena grisegena, cresteț pestriț (Porzana porzana), Rallus aquaticus aquaticus, mărăcinar (Saxicola rubetra), mărăcinar negru (Saxicola torquatus), sitar de pădure (Scolopax rusticola), chiră de baltă (Sterna hirundo), Tachybaptus ruficollis ruficollis, călifar alb (Tadorna tadorna), fluierar negru (Tringa erythropus), fluierar cu picioare verzi (Tringa nebularia), fluierarul de zăvoi (Tringa ochropus), fluierarul cu picioare roșii (Tringa totanus), nagâț (Vanellus vanellus).